# Tancred (Familienname)
Tancred ist ein Familienname, der von dem germanischen männlichen Vornamen Tankred abgeleitet ist.

## Namensträger
- Bill Tancred (* 1942), britischer Diskuswerfer und Kugelstoßer
- Pete Tancred (* 1949), britischer Diskuswerfer
- Peter Tancred (1919–1994), australischer Hochspringer